# Record de France du relais 4 × 800 mètres
Pour un article plus général, voir Records de France d'athlétisme.
Le record de France du relais 4 × 800 mètres chez les hommes, est co-détenu par Roqui Sanchez, Joël Riquelme, Philippe Dupont et Roger Milhau avec le temps de 7 min 13 s 6, établi le 23 juin 1979 à Bourges lors des IIIe Relais Jacques Cœur. Chez les femmes, le record national appartient à Justine Fedronic, Clarisse Moh, Lisa Blameble et Renelle Lamote, créditées de 8 min 17 s 54 le 25 mai 2014 lors des Relais mondiaux de Nassau (Bahamas).
En salle, le record de France du relais 4 × 800 mètres est co-détenu par Maurice Lurot, Gérard Vervoort, Jean-Claude Durand et Michel Samper avec le temps de 7 min 25 s 8, établi le 14 février 1964 à Stuttgart.

## Chronologie du record de France

### Hommes
| Temps        | Athlète                                                         | Temps ind.                                          | Date           | Lieu     |
| ------------ | --------------------------------------------------------------- | --------------------------------------------------- | -------------- | -------- |
| 7 min 16 s 4 | Guy Taillard Jean-Claude Labeau Francis Gonzalez Philippe Meyer |                                                     | 2 octobre 1971 | Colombes |
| 7 min 13 s 6 | Roqui Sanchez Joël Riquelme Philippe Dupont Roger Milhau        | 1 min 49 s 1 1 min 47 s 8 1 min 48 s 9 1 min 47 s 8 | 26 juin 1979   | Bourges  |

### Femmes
| Temps         | Athlète                                                                 | Temps ind.                                          | Date           | Lieu             |
| ------------- | ----------------------------------------------------------------------- | --------------------------------------------------- | -------------- | ---------------- |
| 8 min 27 s 6  | Martine Duvivier Chantal Jouvhomme Monique Baulu Colette Besson         |                                                     | 2 octobre 1971 | Colombes         |
| 8 min 22 s 0  | Chantal Jouvhomme Martine Rooms Madeleine Thomas Marie-Françoise Dubois |                                                     | 31 mai 1975    | Bourges          |
| 8 min 17 s 54 | Justine Fedronic Clarisse Moh Lisa Blameble Renelle Lamote              | 2 min 02 s 6 2 min 02 s 8 2 min 08 s 5 2 min 03 s 7 | 25 mai 2014    | Nassau (Bahamas) |

## Sources
- DocAthlé2003, Fédération française d'athlétisme, p. 21 et 34
- Chronologies des records de France seniors plein air sur cdm.athle.com
- Chronologies des records de France seniors en salle sur cdm.athle.com
- IAAF - Page des records de France

« Commission technique et d'organisation », L'Athlétisme : bulletin officiel de la Fédération française d'athlétisme, no 220,‎ juillet 1979, p. 4 (lire en ligne)